# Station Beringen
Het Station Beringen is een spoorweghalte langs spoorlijn 15 dicht bij het stadscentrum van het Belgisch-Limburgse Beringen.
In 1928 werd een stopplaats, gelegen langs de weg van Beringen naar Koersel geopend. Ze stond onder het beheer van het station Beringen-Mijn en werd gesloten bij de invoering van het IC/IR-plan in 1984. De naam Beringen werd vervolgens een tijdje gebruikt voor het Station Beverlo (aangezien Beverlo sinds 1977 deel uitmaakte van de gemeente Beringen).
Op de plaats van het station in Beringen werd in 2012 een nieuwe stopplaats voor de stad Beringen gebouwd. Dit kadert in het Spartacusplan van De Lijn. Beringen wordt daarin in 2014 een van de Limburgse knooppunten. De stopplaats voor het treinverkeer werd in gebruik genomen op 9 december 2012.

## Treindienst
| Treintype | Verbinding    | Dienstregeling                                             |
| --------- | ------------- | ---------------------------------------------------------- |
| L-05      | Hasselt - Mol | Maandag tot zaterdag: 1x/u Zon- en feestdagen: 1x/om de 2u |

## Galerij

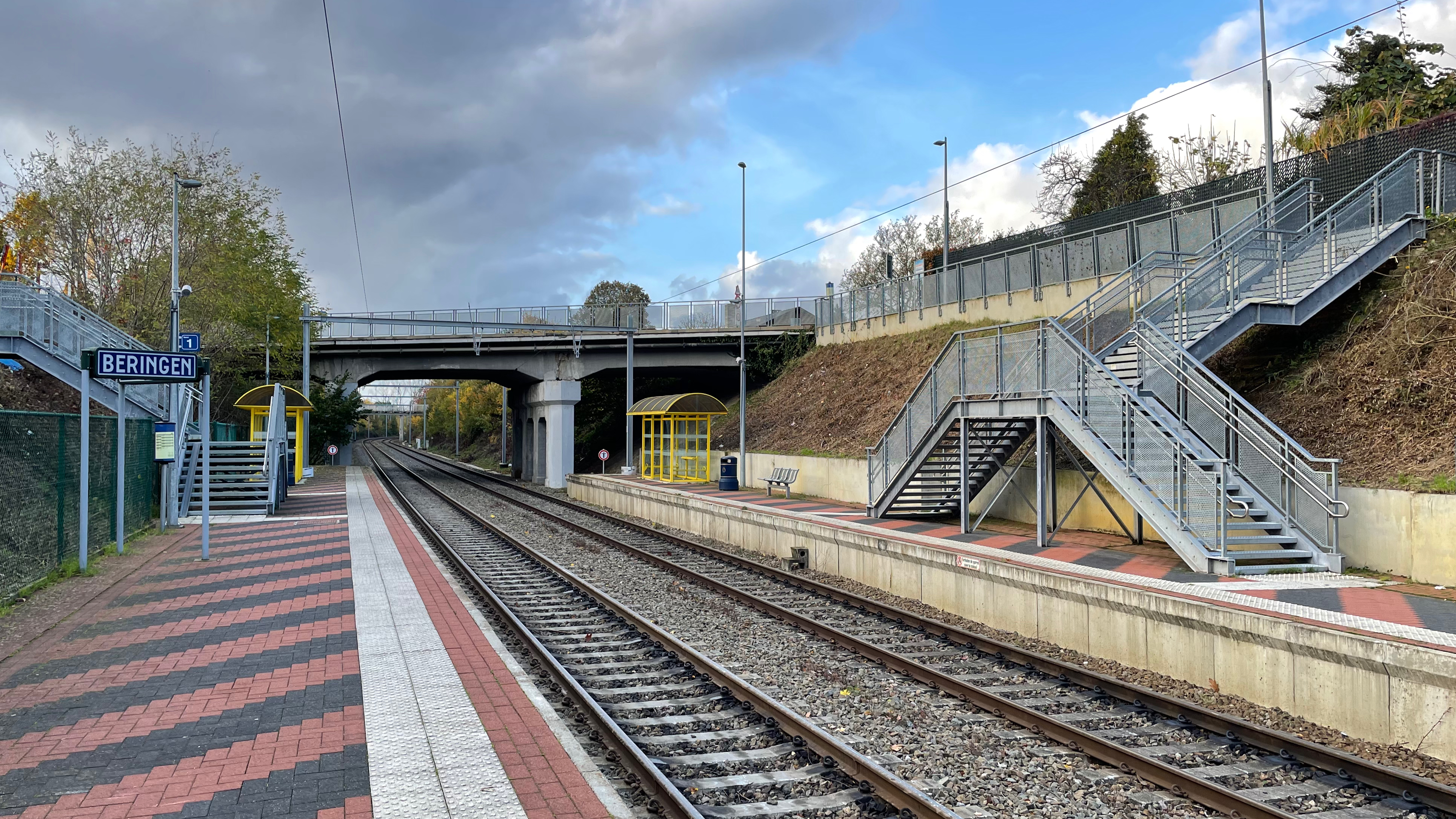
Zicht op het perron
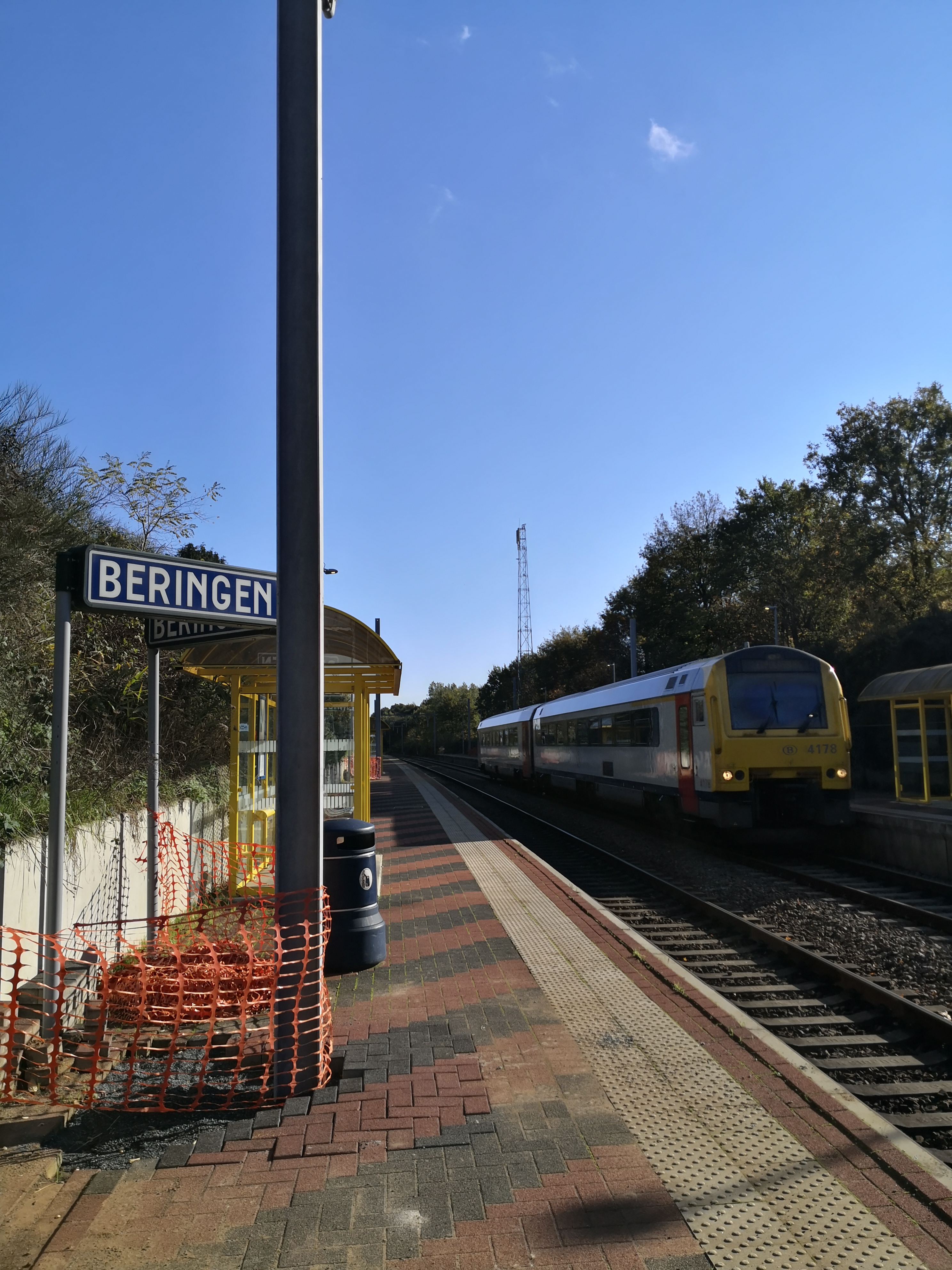
MW41/AR41 naar Leopoldsburg

## Reizigerstellingen
De grafiek en tabel geven het gemiddeld aantal instappende reizigers weer op een week-, zater- en zondag.
| Tabel: aantal instappende reizigers station Beringen | Tabel: aantal instappende reizigers station Beringen | Tabel: aantal instappende reizigers station Beringen | Tabel: aantal instappende reizigers station Beringen |
|                                                      | Weekdag                                              | Zaterdag                                             | Zondag                                               |
| ---------------------------------------------------- | ---------------------------------------------------- | ---------------------------------------------------- | ---------------------------------------------------- |
| 1977                                                 | 23                                                   | 6                                                    | 28                                                   |
| 1978                                                 | 15                                                   | 10                                                   | 10                                                   |
| 1979                                                 | 21                                                   | 6                                                    | 11                                                   |
| 1980                                                 | 21                                                   | 8                                                    | 14                                                   |
| 1981                                                 | 17                                                   | 6                                                    | 17                                                   |
| 1982                                                 | 20                                                   | 9                                                    | 15                                                   |
| 1983                                                 | 24                                                   | 7                                                    | 10                                                   |
| 1984                                                 | -                                                    |                                                      | -                                                    |
| 1985                                                 | -                                                    |                                                      | -                                                    |
| 1986                                                 | -                                                    | -                                                    | -                                                    |
| 1987                                                 | -                                                    | -                                                    | -                                                    |
| 1988                                                 | -                                                    | -                                                    | -                                                    |
| 1989                                                 | -                                                    | -                                                    | -                                                    |
| 1990                                                 | -                                                    | -                                                    | -                                                    |
| 1991                                                 | -                                                    | -                                                    | -                                                    |
| 1992                                                 | -                                                    | -                                                    | -                                                    |
| 1993                                                 | -                                                    | -                                                    | -                                                    |
| 1994                                                 | -                                                    | -                                                    | -                                                    |
| 1995                                                 | -                                                    | -                                                    | -                                                    |
| 1996                                                 | -                                                    | -                                                    | -                                                    |
| 1997                                                 | -                                                    | -                                                    | -                                                    |
| 1998                                                 | -                                                    | -                                                    | -                                                    |
| 1999                                                 | -                                                    | -                                                    | -                                                    |
| 2000                                                 | -                                                    | -                                                    | -                                                    |
| 2001                                                 | -                                                    | -                                                    | -                                                    |
| 2002                                                 | -                                                    | -                                                    | -                                                    |
| 2003                                                 | -                                                    | -                                                    | -                                                    |
| 2004                                                 | -                                                    | -                                                    | -                                                    |
| 2005                                                 | -                                                    | -                                                    | -                                                    |
| 2006                                                 | -                                                    | -                                                    | -                                                    |
| 2007                                                 | -                                                    | -                                                    | -                                                    |
| 2008                                                 | -                                                    | -                                                    | -                                                    |
| 2009                                                 | -                                                    | -                                                    | -                                                    |
| 2010                                                 | -                                                    | -                                                    | -                                                    |
| 2011                                                 | -                                                    | -                                                    | -                                                    |
| 2012                                                 | -                                                    | -                                                    | -                                                    |
| 2013                                                 | 79                                                   | 26                                                   | 44                                                   |
| 2014                                                 | 121                                                  | 38                                                   | 39                                                   |
| 2015                                                 | 89                                                   | 28                                                   | 24                                                   |
| 2016                                                 | 95                                                   | 41                                                   | 26                                                   |
| 2017                                                 | 116                                                  | 38                                                   | 42                                                   |
| 2018                                                 | 118                                                  | 57                                                   | 26                                                   |
| 2019                                                 | 135                                                  | 54                                                   | 40                                                   |
| 2020                                                 | 69                                                   | 36                                                   | 21                                                   |
| 2021                                                 | -                                                    | -                                                    | -                                                    |
| 2022                                                 | 90                                                   | 20                                                   | 15                                                   |
| 2023                                                 | 88                                                   | 67                                                   | 60                                                   |
| 2024                                                 | 97                                                   | 46                                                   | 35                                                   |

1,3: Krijgsbaan ·
2,8: Liersebaan ·
3,9: Boechout ·
4,9: Vos ·
6,4: Boshoek ·
9,3: Lier ·
11,1: Lisp ·
12,8: Kessel ·
16,3: Nijlen ·
21,9: Bouwel ·
24,1: Wolfstee ·
26,4: Herentals-Kanaal ·
28,0: Herentals ·
34,0: Olen ·
37,1: Larum ·
40,1: Geel ·
46,5: Millegem ·
49,3: Mol ·
54,0: Balen ·
Ingene-Immer ·
62,8: Leopoldsburg ·
Beverlo ·
68,0: Beringen-Mijn ·
71,2: Beringen ·
74,6: Heusden ·
78,0: Zolder ·
80,2: Houthalen ·
83,3: Kolveren ·
84,9: Zonhoven ·
86,6: Zonhoven-Badplaats